# Súria
Súria település Spanyolországban, Barcelona tartományban. Lakosainak száma 6090 fő (2024).

## Földrajza
Súria Navàs, Castellnou de Bages, Callús és Sant Mateu de Bages községekkel határos.

## Népesség
A település lakosságának változását az alábbi diagram mutatja:
| Lakosok száma | 370  | 1990 | 4692 | 6689 | 6643 | 6193 | 6438 | 5999 | 5942 | 6090 |
|               | 1717 | 1887 | 1936 | 1960 | 1986 | 2004 | 2009 | 2014 | 2019 | 2024 |